# Olaf Haraldsen
Olaf Haraldsen (zm. w bitwie pod Tjuteå w 1143 roku) – antykról Danii w latach 1139-1143 w opozycji do Eryka III Jagnię, obwołany królem jako Olaf II (czasem tak tytułowany mimo że w oficjalnej numeracji istnieje król o takim numerze, Olaf Haakonsson).
Był synem Haralda Włóczni (1180-1135), nieślubnego syna Eryka I Zawsze Dobrego, regenta w latach 1102-3, pretendenta do tronu w 1103/4 i 1134/5 roku oraz Ragnhildy Magnusdotter, córki króla norweskiego Magnusa III Bosego. Miał starszych braci: Bjorna Żelaznobokiego (męża Katarzyny, córki króla Szwecji, Inge I Starszego), Eryka, diakona - obydwaj utonęli w wyniku wypadku w 1134 roku. Jego brat Magnus zginął w 1134 w bitwie pod Fodwig, a rodzeni bracia Kanut, Harald oraz sześciu przyrodnich braci dostało się po niej do niewoli i zginęło wraz z ojcem w 1135 roku. Tym samym Olaf został jedynym dziedzicem ojca i postanowił walczyć o władzę. W 1135 zwrócił się bez skutku do króla Eryka III o władzę - gdy to nie poskutkowało, usiłował go zabić, po czym musiał opuścić Danię. W 1139 roku przejął kontrolę nad Skanią i rok później obwołał się jej władcą. Pomimo sukcesów w tej części kraju nigdy nie przejął władzy nad całym krajem. Podczas wojny podjazdowej z prawowitym królem Erykiem III Jagnię zamordował Rike, biskupa Roskilde, co poskutkowało ekskomuniką papieża Innocentego II. Po tym incydencie utracił część poparcia, choć powołał własnego nowego biskupa i ustanowił swą siedzibę w Lund, budując też zamek w Dalby. Ostatecznie zginął w bitwie pod Tjuteå w 1143 roku.
Olaf z żoną o nieznanym imieniu miał prawdopodobnie syna, Haralda Chudego (Harald Skrænk; zm. 1183), przywódcę chłopskiego powstania w Skanii w 1182 roku.